# 王建勛 (跳台滑雪運動員)
王建勛（1981年11月4日—），中國跳台滑雪男子運動員，籍貫吉林通化。

## 生涯
王建勳於16歲時開始正式的接受跳台滑雪的練習，於2003年哈爾濱的第十屆全國冬季運動會中包辦了男子個人和團兩個小項的金牌。都靈冬季奧運，王建勳只參與男子團賽的小項，2月20日，王建勳與楊光、田佔東、李洋合作，最終取得206.4分，排名第16位。